# Trichogramma bertii
Trichogramma bertii är en stekelart som beskrevs av Zucchi och Querino 2003. Trichogramma bertii ingår i släktet Trichogramma och familjen hårstrimsteklar. Inga underarter finns listade i Catalogue of Life.